# Отряд 13
Отряд 13 е българска рап рок група създадена през 2006 г. в затворническото общежитие в Казичене. Всички членове на групата по това време са затворници, освен Калин Гайтанджиев, който е инспектор „Социална дейност и възпитателна работа“ и Ради Мастъра, който е китарист.
Истинските имена на останалите членове не се споменават от съображение за конфиденциалност. Самите затворници твърдят, че не само са единствената затворническа група в България, но и в света. В началото на 2007 г. излиза дебютната им песен „Няма никой до теб“, към която е заснет и клип, а Мария Мутафчиева от Мери Бойс Бенд пее припева.
През 2010 г. излиза албумът им „От другата страна“, включващ 10 авторски песни.
Към 2009 г. мениджър на групата е Владислав Карамфилов – Влади Въргала.

## Състав
- Калин Гайтанджиев – бас китара и вокали
- Ради Мастъра – соло и ритъм китара
- Антон Чапов Клечката – клавири и вокали
- Светослав Битраков – ударни